# Podlesí (Valašské Meziříčí)
Podlesí ist ein Ortsteil der Stadt Valašské Meziříčí in Tschechien. Er entstand 1960 durch den Zusammenschluss der Gemeinden Brňov und Křivé. Podlesí liegt drei Kilometer südlich von Valašské Meziříčí im Okres Vsetín.

## Geographie
Podlesí befindet sich rechtsseitig der Vsetínská Bečva im Westen des Wsetiner Berglandes. Östlich erheben sich die Vrchhůra (692 m) und der Zádrhlov (572 m) sowie im Südosten die Medůvka (608 m). Westlich führt die Bahnstrecke von Valašské Meziříčí nach Vsetín durch das Tal der Vsetínská Bečva; die nächste Bahnstation ist Brňov.
Nachbarorte sind Valašské Meziříčí, Na Štěpánově und Vichury im Norden, Veselá im Nordosten, Malá Lhota im Osten, Bystřička im Süden, Jarcová im Westen sowie Poličná im Nordwesten.

## Geschichte
Die erste schriftliche Erwähnung des nach dem Olmützer Bischof Bruno von Schauenburg benannten Dorfes Brunnow erfolgte im Jahre 1297.  Das Dorf Krzywe wurde 1392 erstmals erwähnt.
Nach der Aufhebung der Patrimonialherrschaften bildeten Brňov und Křivé ab 1850 zwei eigenständige Gemeinden in der Bezirkshauptmannschaft Valašské Meziříčí. Nach der Aufhebung des Okres Valašské Meziříčí wurden beide Gemeinden 1960 dem Okres Vsetín zugeordnet und im selben Jahre zu einer Gemeinde Podlesí zusammengeschlossen. Am 1. Januar 1980 erfolgte die Eingemeindung von Podlesí nach Valašské Meziříčí. Im Jahre 1991 lebten in Podlesí 1890 Menschen. Beim Zensus von 2001 wurden 1946 Einwohner und 455 Wohnhäuser gezählt.

## Ortsgliederung
Podlesí besteht aus den Dörfern Brňov (Bernau) und Křivé (Kriwy) sowie den Ansiedlungen Brdky, Drážky, Forajtky, Holcov, Humenčiska, Kříky, Malé Korábky, Medůvka, Medvězí, Na Hromůvkách, Na Papratném, Na Potůčkoch, Na Štěpánově, Oznice, Pod Kříkami, Podhájí, Polčiny, Poskla, Řehlov, Stráně, U Baraního, U Javora, V Tisůvce, Za Jezérkem, Za humny, Za Kopcem und Za Vrchhůry.

## Sehenswürdigkeiten
- Gezimmerte spätbarocke Kapelle in Brňov, die heutige Kapelle ist ein Nachbau vom Beginn des 19. Jahrhunderts
- Gedenktafel für Charlotte Garrigue-Masaryková am Ausflugslokal Na Žabárně in Brňov, geschaffen im Jahre 2000 von Pavel Drda
- Berg Medůvka mit Sandsteinformationen
- Kapelle in Křivé, erbaut 1939
- drei Wegekreuze in Křivé, geschaffen 1905, 1930 und 1949